# Tower (Cork)
Tower (en gaèlic irlandès Teamhair) és un suburbi puixant de la ciutat de Cork, al comtat de Cork, a la província de Munster. En el Cens de 2002 la població era de 3.032 habitants, després d'haver crescut un espectacular 116,3% des del cens de 1991. En el cens de 2006 però, la població era de 3.102.
Tower es troba a la parròquia d'Inniscarra, que es troba a 3 km de la localitat de Blarney, llar de la famosa Pedra de Blarney.
Els primers habitatges de Tower van ser construïdes pels constructors O'Mahony fa més de cent anys al llarg del Model Village Road. Algunes finques de Tower inclouen Seanacloc, Oakmount, Laureston Crescent i Gleann Na Ri